# Голайдо, Денис Александрович
Дени́с Алекса́ндрович Гола́йдо (укр. Денис Олександрович Голайдо; род. 3 июня 1984, Симферополь) — украинский футболист, полузащитник.

## Биография
Воспитанник крымского футбола, окончил в 2001 году Училище Олимпийского резерва, Краснолесье.
В составе «Таврии» в высшей лиге дебютировал в 17-летнем возрасте при Анатолии Заяеве.
В национальной сборной дебютировал 26 марта 2008 года в товарищеском матче против сборной Сербии (2:0), в котором отметился голевой передачей на Андрея Шевченко.
В ноябре 2008 в четвертьфинальном матче Кубка Украины против «Металлиста» получил перелом ключицы и до конца сезона выбыл из строя.
После того, как главным тренером стал Валерий Петров, Голайдо вместе с Александром Ковпаком и Ильёй Галюзой были переведены в дубль, несмотря на то, что они долгое время были лидерами команды. Перед последним осенним матчем «Таврии» в чемпионата Украины против «Ворсклы», Голайдо был возвращен в первую команду.
В начале декабря 2010 года подписал трёхлетний контракт с донецким «Металлургом». По истечении контракта в декабре 2013 года по обоюдному согласию с клубом получил статус «свободного агента».
В дебютном матче чемпионата Крыма по футболу за ТСК забил гол в ворота севастопольского СКЧФ. После аннексии Крыма Российской Федерацией Голайдо получил также и российский паспорт. В июле 2017 года объявил о завершении карьеры игрока. С 2017 года работает в Республиканской Федерации Футбола Крыма, возглавляет комитет по проведению соревнований.
В ходе российских президентских выборов 2018 года вошёл в состав движения Putin Team, выступавшего в поддержку Владимира Путина.
С 2020 года  тренер-преподаватель Крымского училища олимпийского резерва имени Леонида Фёдоровича Ярового.

## Достижения
- Обладатель Кубка Украины: 2009/10